# Òptica

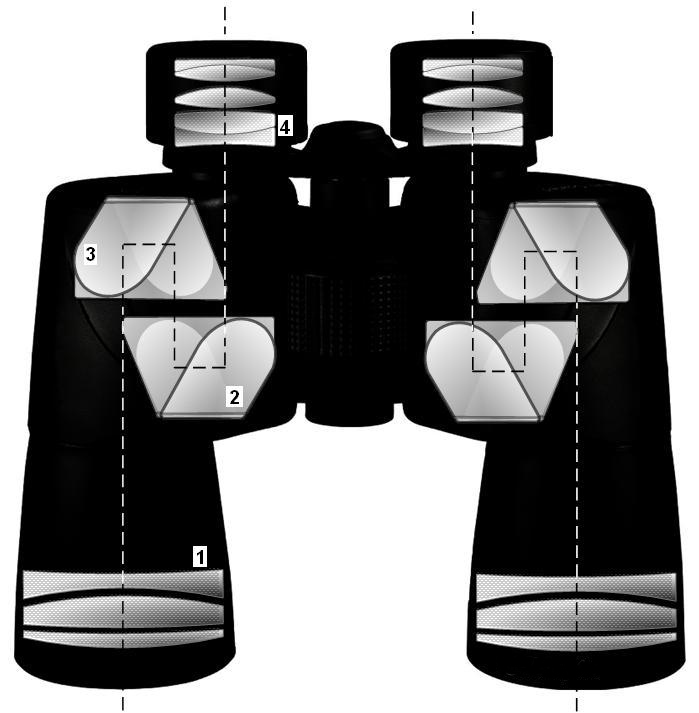
Funcionament d'uns binocles
1 - Objective
2-3 - Porro prisms
4 Eyepiece

L'òptica és la part de la física que estudia el comportament de la llum d'ençà que és generada per una font lluminosa fins que és detectada pels detectors de llum. És a dir, es fixa en com es crea, com es mou pels diferents medis i quins aparells cal utilitzar per detectar-la de la millor manera possible. Depenent del fenomen que siga matèria d'estudi, del nivell d'aproximació que calgui i de la mesura dels obstacles que trobi a la seua trajectòria, l'òptica usarà uns formalismes o uns altres.
Així es pot distingir l'òptica clàssica, que estudia la llum com si fos una ona, es basa en la teoria electromagnètica de la llum. Quan la llum travessa escletxes de mesura microscòpica es pot estudiar mitjançant l'òptica geomètrica. Quan els fenòmens que són estudiats no entren dins del camp de l'electromagnetisme clàssic, perquè les mesures dels objectes i els sistemes que s'estudien són d'escala atòmica, s'ha de cercar una altra òptica per explicar-los adequadament; aquesta nova classe d'òptica és coneguda com a òptica quàntica.
Els principis de l'òptica són utilitzats per a construir dispositius que ens permeten una millor visió en circumstàncies concretes com ara;
- Per a augmentar les capacitats visuals:
  - El microscopi
  - El telescopi
  - Els binocles
- Per a corregir els defectes visuals (vegeu optometria i oftalmologia):
  - Les ulleres
  - Les lents de contacte

## Teories científiques
Des d'un punt de vista físic, la llum és una ona electromagnètica. Segons els model utilitzat per la llum, es distingeix entre les següents "rames", per ordre creixent de precisió:
- L'òptica geomètrica: Tracta la llum com un conjunt de raigs que compleixen el principi de Fermat. S'utilitza en l'estudi de la transmissió de la llum per medis homogenis (miralls, ...), la reflexió i la refracció.

- L'òptica electromagnètica o òptica física: Considera a la llum com una ona electromagnètica, explicant d'aquesta manera la difracció, interferència reflectància i transmitància, i els fenòmens de la polarització i l'anisotropia.

- L'òptica quàntica: Estudi quàntic de la interacció entre les ones electromagnètiques i la matèria, on la dualitat ona-corpuscle té un paper important.

## Espectre electromagnètic
L'òptica es va iniciar com una ramificació de la física diferent de l'electromagnetisme. En l'actualitat se sap que la llum visible prové de l'espectre electromagnètic, que és el conjunt de totes les freqüències de vibració de les ones electromagnètiques. Els colors visibles per a l'ull humà s'agrupen a la part de "l'espectre visible".

## Desenvolupament històric
L'òptica geomètrica en l'Edat antiga coneixia la propagació rectilínia de la llum, la reflexió i la refracció. Dos filòsofs i matemàtics grecs varen escriure un tractat sobre òptica: Empèdocles i Euclides.
A l'edat moderna René Descartes considerava la llum com una ona de pressió transmesa a través d'un medi elàstic perfecte (l'èter) que omplia l'espai. Atribuint els diferents colors a moviments rotatoris de diferents velocitats de les partícules en el medi. La llei de la refracció va ser descoberta experimentalment el 1621 per Willebrord Snel van Royen. El 1657 Pierre de Fermat anuncià el principi del temps mínim i a partir d'ell deduí la llei de la refracció.
En la refracció el raig de llum que travessa d'un mitjà a un altre, s'anomena raig incident, mentre que el raig de llum que ingressa al segon medi s'anomena raig refractat. L'angle del raig incident respecte a la perpendicular que separa els dos medis s'anomena angle d'incidència, i l'angle que forma el raig refractat respecte a la mateixa perpendicular s'anomena angle de refracció.

### Les lents i la seva creació
Actualment hi ha una disputa amb evidències arqueològiques sobre l'ús de lents a l'antiguitat, que comprèn diversos mil·lennis. Algunes de les suggerències inclouen que les cobertes d'ulls de vidre dels jeroglífics de l'Antic Regne d'Egipte (c. 2686-2181 aC) eren lents menisc de vidre simple, funcionals. De la mateixa manera, l'anomenada lent de Nimrud, un artefacte de cristall de roca del segle vii aC, pot haver estat utilitzada com a lupa o decoració.
El primer registre escrit d'un augment òptic es remunta al segle I dC, quan Sèneca el Jove, tutor de l'emperador Neró, va escriure: "Les cartes, per petites i indistintes que siguin, es veuen engrandides i amb més claredat a través d'un globus o got ple d'aigua". També es diu que l'emperador Neró va veure els jocs de gladiadors utilitzant una esmaragda com a lent correctora.
Ibn al-Hàytham (Alhacen) va escriure sobre els efectes pinhole (a partir del qual es basa la càmera estenopeica), les lents còncaves i les lupes al seu Llibre d'Òptica del 1021 dC. Les obres escrites sobre òptica del frare anglès Roger Bacon als anys 1260-1270, basades en part en les obres d'escriptors àrabs, descriuen la funció de les lents correctives per a la visió i les ulleres de vidre ardent. Aquests volums van ser uns esbossos per a una publicació més gran que mai es va produir, de manera que les seves idees no van tenir mai una gran difusió.
Entre els segles XI-XIII, les "pedres de lectura" (en anglès reading stones) es van inventar. Aquestes van ser utilitzades de manera sovint pels monjos per ajudar a il·luminar manuscrits, i eren lents primitives plano-convexes fetes incialment tallant una esfera de vidre per la meitat. A mesura que van anar experimentant amb les pedres, es va entendre lentament que les lents de poca produnditat augmentaven amb més eficàcia. Així, cap a l'any 1286, possiblement a Pisa (Itàlia), es van fabricar les primeres ulleres, encara que el seu inventor no està del tot clar.
Els primers telescopis de treball coneguts van ser els telescopis refractors que van aparèixer als Països Baixos el 1608, d'inventor desconegut. Hans Lippershey va sol·licitar la primera patent aquell any, seguida d'una sol·licitud de patents de Jacob Metius d'Alkmaar dues setmanes després (a cap dels dos se'ls va concedir ja que hi havia un gran nombre d'exemples de telescopis a l'època). Galileu va millorar significativament aquests dissenys l'any següent. A Isaac Newton se li atribueix la construcció del primer telescopi reflector funcional el 1668, el seu reflector newtonià.
Els primers exemples coneguts de microscopis òptics compostos van aparèixer a Europa al voltant de 1620. El disseny és molt semblant al telescopi i, com aquest dispositiu, es desconeix el seu inventor. De nou, les al·legacions giren al voltant dels centres de fabricació d'ulleres als Països Baixos, incloses les al·legacions que es van inventar el 1590 per Zacharias Janssen i/o el seu pare, Hans Martens, que afirmen que va ser inventat pel fabricant d'ulleres rival, Hans Lippershey. Aquest darrer afirma que va ser inventat per l'expatriat Conrelis Drebbel, que va ser documentat que tenia una versió a Londres el 1619. Galileu (a vegades citat com l'inventor del microscopi òptic compost) sembla haver descobert, després de 1609, que podia enfocar de prop el seu telescopi per veure objectes petits i, després de veure un microscopi òptic compost construït per Drebbel (exposat a Roma el 1624), va construir la seva pròpia versió millorada. El nom de microscopi va ser establit per Giovanni Faber, que va donar aquest nom al microscopi compost de Galileu el 1625.

## Òptica moderna
L'òptica moderna abasta les regions de la ciència i l'enginyeria òptica que es va fer popular al segle xx. Aquestes àrees de la ciència òptica normalment es refereixen a l'electromagnètica o les propietats quàntiques de la llum, però s'inclouen altres temes. Un subcamp important de l'òptica moderna, l'òptica quàntica, en concret s'ocupa de les propietats mecàniques a nivell quàntic de la llum. Es va començar a estudiar el 1899 de la mà de Max Planck, amb la seva deducció de la radiació del cos negre, assumint que l'intercanvi d'energia entre la llum i la matèria només es produïa en quantitats discretes. L'estudi d'aquest tema va anar avançant i no es va quedar només en teoria. En l'actualitat, alguns dispositius moderns com el làser, els seus principis de funcionament depenen de la mecànica quàntica. Els detectors de llum, com fotomultiplicadors i electromultiplicadors, responen a fotons individuals. Els sensors electrònics d'imatge, com ara CCD. Els díodes emissors de llum i les cèl·lules fotovoltaiques no es poden entendre sense la mecànica quàntica. En l'estudi d'aquests dispositius, l'òptica quàntica sovint se superposa amb l'electrònica quàntica.

### Làser

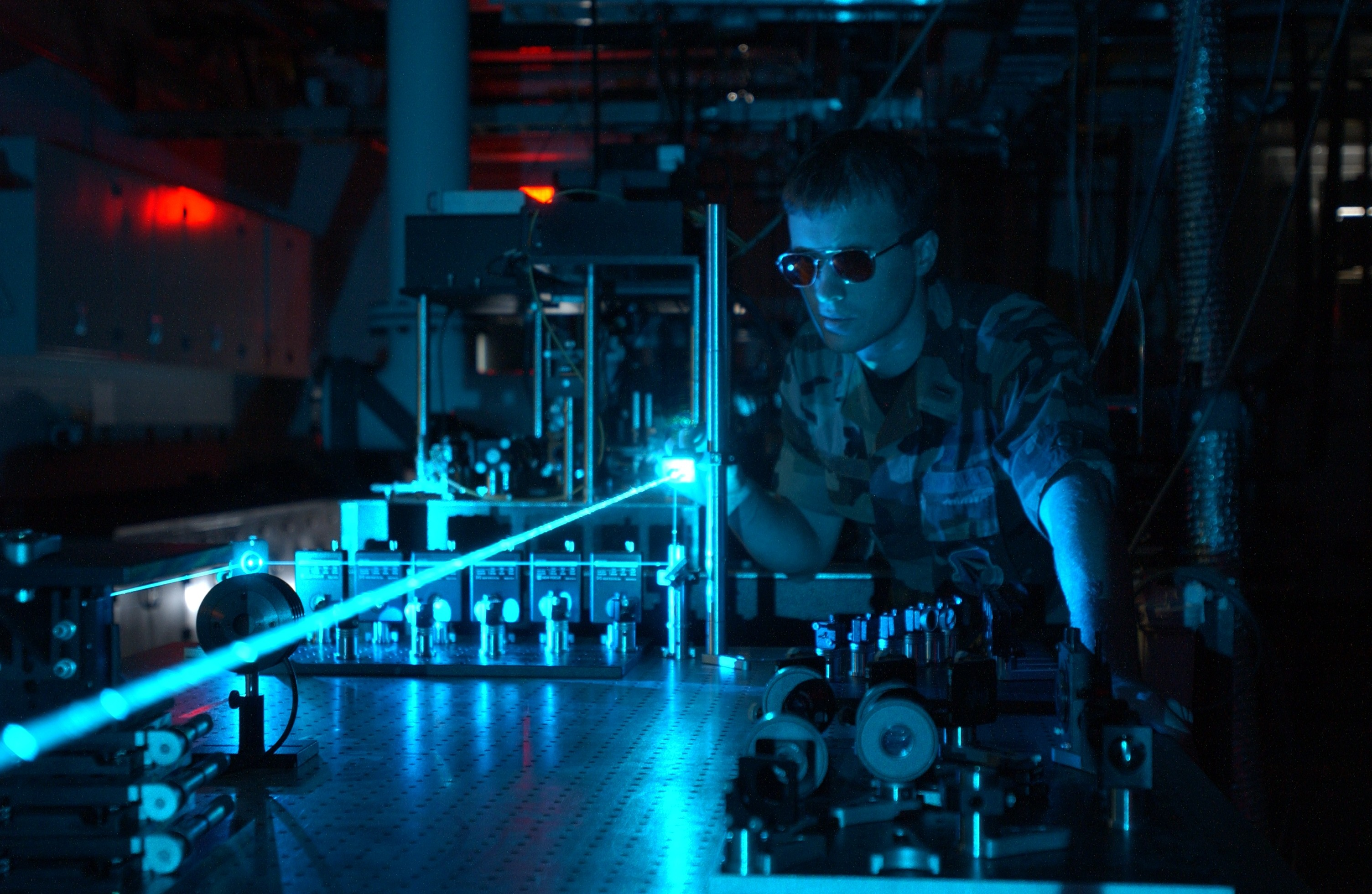
Experiments amb làsers d'alta potència són part de la moderna investigació òptica.

Un làser és un dispositiu que emet llum a través d'un procés anomenat: emissió estimulada. El terme làser és un acrònim de l'expressió anglesa Light Amplification by Stimulated Emission of Radiation («Amplificació de llum per emissió estimulada de radiació»). La llum làser és generalment coherent, la qual cosa significa que s'emet en un estret feix de baixa divergència o que es pot convertir en un d'aquests feixos amb l'ajuda de components òptics com les lents. Com que l'equivalent a microones del làser, el "màser", es va desenvolupar primer, els dispositius que emeten freqüències de microones i de ràdio generalment s'anomenen "màsers".

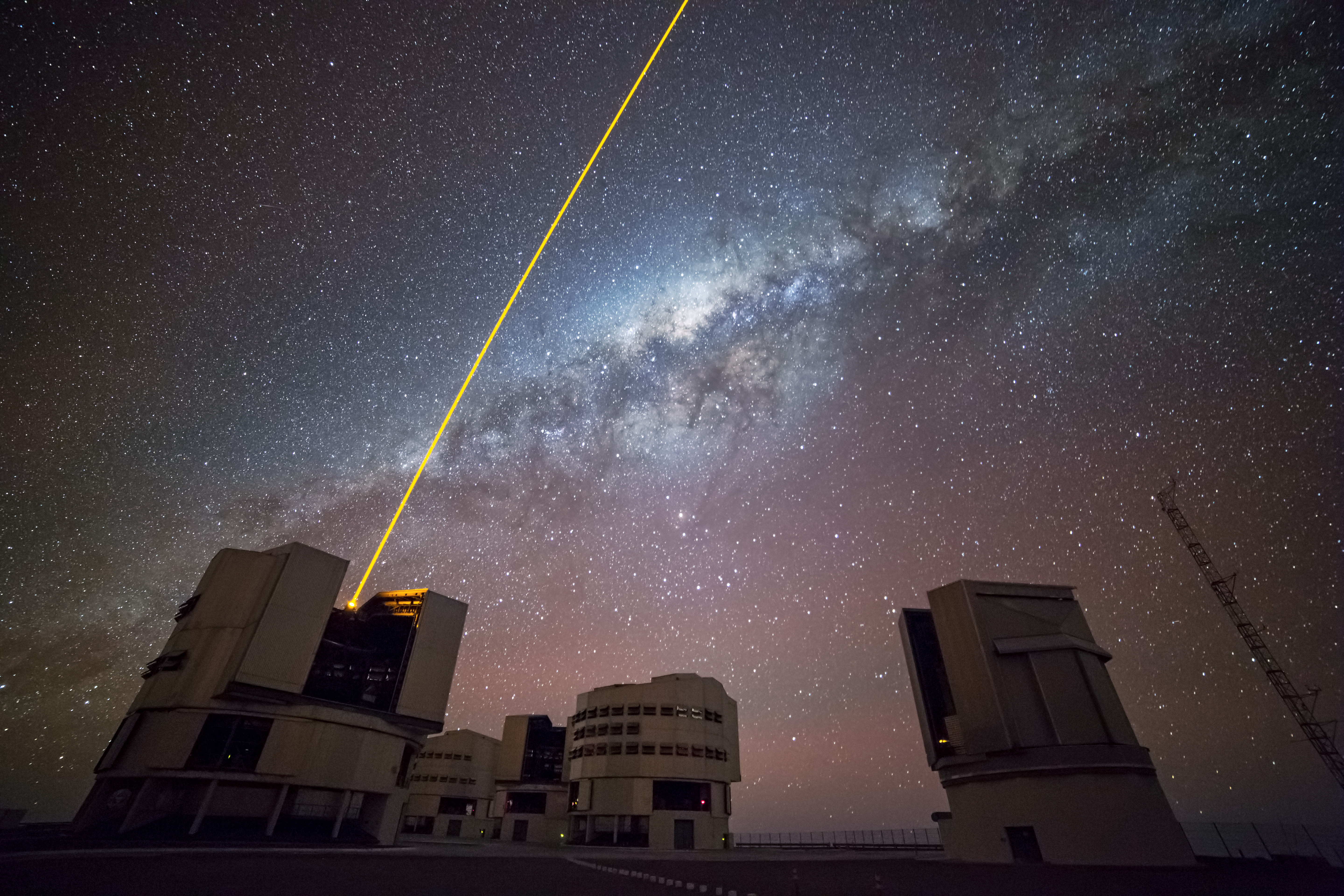
El telescopi VLT utilitza una "estrella virtual làser" per al seu calibratge.

El primer làser en funcionament va ser presentat el 16 de maig de 1960 per Theodore Harold Maiman en els Hughes Research Laboratories. Quan es van inventar per primera vegada, se'ls va anomenar "una solució que busca un problema". Des d'aleshores, els làsers han esdevingut una indústria multimilionària, trobant utilitat en milers d'aplicacions molt variades. La primera aplicació de làser visible a la vida quotidiana de la població general va ser l'escàner de codi de barres dels supermercats, introduït el 1974. El reproductor laserdisc, presentat el 1978, va ser el primer producte de consum exitós a incloure un làser, però el reproductor de disc compacte va ser el primer dispositiu equipat amb làser veritablement comú a les llars dels consumidors, començant el 1982. Aquests dispositius d'emmagatzematge òptic usen un díode làser de menys d'un mil·límetre d'amplada amb què escanegen la superfície del disc per a la recuperació de dades. Les comunicacions per fibra òptica depenen dels làsers per transmetre grans quantitats d'informació a la velocitat de la llum. Altres aplicacions comunes dels làsers inclouen les impressores làser i els punters làser. També s'usen en medicina en àrees com la cirurgia general, la cirurgia refractiva i la microdisecció làser; així com en aplicacions militars com sistemes antimíssil, contramesures electro-òptiques i sistemes lIDAR. Els làsers també s'usen en holografia, gravats 3D, pantalles làser i depilació làser.
A la construcció, s'utilitzen com a eines de tall de planxes metàl·liques; en geodèsia i topografia els telèmetres làser serveixen per a la mesura precisa de distàncies (com en el cas extrem del mesurament de la distància entre la Terra i la Lluna, utilitzant els miralls situats a la superfície del satèl·lit per diferents missions espacials); i en la navegació aeronàutica són la base dels giròscops de làser d'anell.
Així mateix, en alguns tipus de reactors de fusió nuclear s'utilitzen raigs làser de gran potència per assolir les elevades temperatures que requereixen aquest tipus de reaccions.

### Efecte Kapitsa-Dirac
L'efecte Kapitsa-Dirac fa que els feixos de partícules es difractin com a resultat de trobar-se amb una ona estacionària de llum. La llum es pot fer servir per manipular fragments atòmics o moleculars de matèria, aprofitant les propietats d'aquest fenomen (vegeu pinces òptiques).

## Llei de Snell
La llei de Snell és una fórmula simple utilitzada per calcular l'angle de refracció de la llum en travessar la superfície de separació entre dos medis de propagació de la llum (o qualsevol ona electromagnètica) amb índex de refracció diferent. El nom prové del seu descobridor, el matemàtic holandès Willebrord Snel van Royen (1580-1626). Li van posar "Snell" a causa del seu cognom però li van posar dues "l" pel seu nom Willebrord el qual porta dues "l". La llei de Snell és molt utilitzada en molts casos. La llei afirma que el producte de l'índex de refracció pel sinus de l'angle d'incidència és constant per a qualsevol raig de llum que incideixi sobre la superfície que separa dos medis. Encara que la llei de Snell va ser formulada per explicar els fenòmens de refracció de la llum, es pot aplicar a tot tipus d'ones que travessin una superfície de separació entre dos medis en els quals la velocitat de propagació de l'ona variï.

## Reflexió i refracció
A l'edat antiga es coneixia la propagació rectilínia de la llum i la reflexió i refracció. Dos filòsofs i matemàtics grecs van escriure tractats sobre òptica: Empèdocles i Euclides.
Ja en l'edat moderna René Descartes considerava la llum com una ona de pressió transmesa a través d'un medi elàstic perfecte (l'èter) que omplia l'espai. Atribuir els diferents colors a moviments rotatoris de diferents velocitats de les partícules en el medi.
La llei de la refracció va ser descoberta experimentalment el 1621 per Willebrord Snel. El 1657 Pierre de Fermat anunciar el principi del temps mínim i ha partir d'ell va deduir la llei de la refracció.
En la refracció el raig de llum que es travessa d'un mitjà transparent a un altre, es denomina raig incident, el raig de llum que es desvia en ingressar al segon medi transparent s'anomena raig refractat, l'angle en què el raig incident, en ingressar al segon mitjà, forma amb la perpendicular a aquest, s'anomena angle d'incidència, l'angle que el raig incident forma amb el raig refractat, en desviar, s'anomena angle de refracció

## Interferència i difracció
Robert Boyle i Robert Hooke i a dita teoria la proposà Isaac Newton, els altres varen descobrir, de manera independent, el fenomen de la interferència coneguda com a anells de Newton. Hooke també observà la presència de llum en l'ombra geomètrica, degut a la difracció, fenomen el qual va ser descobert per Francesco Maria Grimaldi. Hooke pensava que la llum consistia en vibracions propagades instantàniament a gran velocitat i pensava que en un medi homogeni cada vibració generava una esfera que creixia de forma regular. Amb aquestes idees, Hooke intentà explicar el fenomen de la refracció i interpretar els colors. Encara que els estudis que aclarien les propietats dels colors vara ser desenvolupats per Newton que va descobrir el 1666 que la llum blanca pot dividir-se en els seus colors components mitjançant un prisma i trobà que cada color pur es caracteritza per una refractabilitat específica. Les dificultats que la teoria ondulatòria es trobava per explicar la propagació rectilínia de la llum i la polarització (descoberta per Huygens) portaren a Newton a inclinar-se per la teoria corpuscular, que suposa que la llum es propaga des dels cossos lluminosos en forma de partícules.
En l'època en què Newton va publicar la seva teoria del color, no es coneixia si la llum es propagava instantàniament o no. El descobriment de la velocitat finita de la llum el va realitzar el 1675 Olaf Roemer a partir d'observacions dels eclipsis de Júpiter.

## Les ones lluminoses com ones electromagnètiques
Mentrestant, les investigacions en electricitat i magnetisme es desenvolupaven culminant en els descobriments de Michael Faraday. James Clerk Maxwell va aconseguir resumir tot el coneixement previ en aquest camp en un sistema d'equacions que establien la possibilitat d'ones electromagnètiques amb una velocitat que podia calcular a partir dels resultats de mesures elèctriques i magnètiques. Quan Rudolph Kohlrausch i Wilhelm Weber van realitzar aquestes mesures, la velocitat obtinguda resultar coincidir amb la velocitat de la llum. Això va portar a Maxwell a especular que les ones lluminoses eren electromagnètiques, el que es va verificar experimentalment el 1888 per Heinrich Hertz.

## Instruments òptics
Les lents individuals tenen una varietat d'aplicacions incloses en fotografia, lents de correcció i lents d'augment mentre que els miralls són utilitzats en reflectors parabòlics i retrovisors. Combinant miralls, prismes i lents apareixen instruments òptics amb usos molt pràctics. Per exemple, un periscopi està format per dos miralls alineats de tal forma que permeten veure a través d'obstruccions. Els instruments òptics més famosos en la ciència són el microscopi i el telescopi